# توکی یوریتاکه
توکی یوریتاکه (به ژاپنی: 土岐頼武)، توکی ماسایوری (به ژاپنی: 土岐政頼); سامورایی اهل ژاپن بود. وی شوگو (فرماندار) ولایت مینو و پسر ارشد توکی ماسافوسا و برادر بزرگ توکی یوری‌آکی و توکی هارویوری بود. وی پدر توکی یوریزومی بود.